# Dani Fernandez (cântăreț)
Daniel Fernández Delgado (n. 11 decembrie 1991, Alcázar de San Juan, Castilia-La Mancha, Spania), cunoscut profesional ca Dani Fernández, este un cântăreț și compozitor spaniol, fost membru al trupei de băieți Auryn⁠(d), după despărțirea grupului și-a început cariera solo.

## Cariera muzicală
În 2006, pe când avea doar paisprezece ani, a fost ales să reprezinte Spania la Junior Eurovision Song Contest, care a avut loc în România, interpretând piesa Te doy mi voz, obținând locul patru.
În 2006 a câștigat concursul pentru copii Ciudad Real Suena.

### Alaturi de Auryn
În ianuarie 2009, a participat la trupa de băieți Auryn, împreună cu cei patru prieteni și însoțitori ai săi Álvaro Gango, Blas Cantó, Carlos Marco și David Lafuente. Auryn a câștigat o mare popularitate după ce a participat la Destino Eurovisión, procesul de selecție pentru a reprezenta Spania la Eurovision 2011, clasându-se pe locul al doilea.
În semifinala desfășurată pe 11 februarie 2011, concurenții au fost nevoiți să aleagă un alt clasic Eurovision, cântând „Eres tú”, de Mocedades care a terminat pe locul al doilea la Eurovision 1973 din partea Spaniei. S-au calificat prin decizia juriului în finală unde au fost unii dintre cei mai buni trei. Fiecare finalist a trebuit să cânte trei piese originale. Auryn a cântat „Evangeline”, „El sol brillará” și „Volver”. Această ultimă temă a fost aleasă ca ultima lui melodie. În cele din urmă, înscrierea spaniolă de calificare pentru Eurovision 2011 i-a revenit Lucía Pérez și melodia ei „Que me quiten lo bailao”.
Împreună cu Auryn a compus piese precum „Heartbreaker”, „Don’t Give Up My Game”, „1900”, „Last Night On Earth”, „Route 66 (Up We Go!)”, „Away”, „ Better than Me”, „I Can't Break Up”, „Puppetter”, „Saturday I'm In Love”, „Who's loving you?” cu Anastasia. Și albume precum Endless Road 7058, Anti-héroes (disc de platină în Spania), Circus Avenue și Ghost Town (ultimul lor album împreună).

### Ca solist
După despărțirea lui de Auryn⁠(d) în 2016, Dani a început să lucreze la proiectul luii solo, cu ajutorul artiștilor spanioli precum Funambulista, Juan Ewan, Andrés Suárez, Marwan și Tato Latorre.
În luna decembrie a aceluiași an, el a publicat pe canalul său de YouTube o versiune a „No saben de ti” de Andrés Suárez, ca o introducere în stilul muzical care i-ar lua cariera.
Între 2017 și 2018, Dani a încărcat și alte versiuni acustice ale pieselor sale, înainte ca acestea să fie incluse în viitorul său prim album. Pe 18 mai 2018 a prezentat prima sa piesă solo, Te esperaré toda la vida, piesă care a primit o mare primire din partea publicului și ulterior a fost certificată platină. Pe 23 noiembrie 2018, a publicat „En llamas” primul său EP care includea 4 melodii și versiunile lor acustice.
În cele din urmă, pe 24 mai 2019, a lansat primul său album solo, Incendios, cu un total de 10 piese, inclusiv o colaborare cu Andrés Suaréz și o durată de 36 de minute. Albumul a fost bine primit de public și în prima săptămână a debutat pe locul doi în vânzările oficiale de discuri în Spania. 
Ulterior, Turneul Fires a început să circule în diferite orașe din Spania precum Madrid, Barcelona, Zaragoza, Gijón, Oviedo și Alicante, până în martie 2020, unde din cauza pandemiei de COVID-19 din Spania a fost necesară amânarea și anularea concertelor. Chiar și cu această situație, Dani a continuat să susțină concerte virtuale prin contul său de Instagram.
Pe 13 noiembrie 2020, a lansat reeditarea albumului său de succes Incendios, intitulat Incendios y Cenizas, cu diferite versiuni acustice ale melodiilor incluse în Incendios plus două melodii nepublicate, punând capăt erei Incendios.
Pe 23 aprilie 2021, a publicat Clima Tropical, primul single oficial de pe cel de-al doilea album al său, Entre las dudas y el azar . Această melodie a fost certificată aur și platină pentru vânzările sale în Spania. În plus, a ajuns pe locul 1 pe lista oficială a Los 40 . 
Al doilea album al său, Entre las dudas y el azar, a fost publicat pe 18 februarie 2022 și a debutat pe locul 1 pe lista oficială de vânzări din Spania. Versiunea sa de vinil a debutat și pe locul unu.  Albumul a fost produs de Tato Latorre și Paco Salazar, are unsprezece piese și o colaborare cu Alberto Jiménez, membru al trupei Miss Caffeína . Imediat după lansarea albumului, și-a început turneul Plan Fatal care a făcut turnee în principalele orașe ale Spaniei.
Premiul Ondas, 2022, pentru a fi considerat „fenomenul muzical al anului”

## Premii
- 2011: „Disco del Año” de TVE
- 2012: „Mejor Artista Revelación” en los Premios 40 Principales
- 2013: „Mejor Artista Español” en los MTV Europe Music Awards
- 2020: „Premio Cadena Dial” en Premios Dial
- 2022: „Premio Cadena Dial” en Premios Dial
- 2022: „Fenómeno Musical” en Premios Ondas
- 2022: „Mejor Artista” en los Los 40 Music Awards

## Certificari
| Canción                  | Certificación    |
| ------------------------ | ---------------- |
| Te esperaré toda la vida | Disco de platino |
| Disparos                 | Disco de platino |
| Bailemos                 | Disco de oro     |
| Clima tropical           | Disco de platino |
| Dile a los demás         | Disco de platino |